# Guy Michel (acteur)
Pour les articles homonymes, voir Michel et Guy Michel (homonymie).
Guy Michel, né le 3 juillet 1934 à Paris 15e où il est mort le 26 avril 1992, est un acteur français sociétaire de la Comédie-Française.

## Biographie
Il est inhumé au cimetière de Montmartre (division 9, ligne 2 Nord, tombe 51 depuis l'avenue des Anglais).

## Théâtre

### Comédie-Française[3]
- Entrée à la Comédie-Française en 1977
- Sociétaire en 1986
- 475e sociétaire
- 1977 : Le Mariage de Figaro de Beaumarchais, mise en scène Jacques Rosner : Double-Main
- 1977 : Le Misanthrope de Molière, mise en scène Pierre Dux : Acaste
- 1977 : Doit-on le dire ? d'Eugène Labiche, mise en schène Jean-Laurent Cochet : Albert Fragil
- 1977 : Lorenzaccio d'Alfred de Musset, mise en scène Franco Zeffirelli : Un Étudiant ; un Convive
- 1978 : On ne saurait penser à tout d' Alfred de Musset, mise en scène Jean-Laurent Cochet : Le Marquis de Valberg
- 1978 : Ruy Blas de Victor Hugo, mise en scène Jacques Destoop : Un Gentilhomme, Don Manuel Arias, L'Alcade
- 1978 : Les Fourberies de Scapin de Molière, mise en scène Jacques Echantillon : Octave
- 1978 : La Puce à l'oreille de Georges Feydeau, mise en scène Jean-Laurent Cochet : Étienne
- 1979 : La Folle de Chaillot de Jean Giraudoux, mise en scène Michel Fagadau : Le Coulissier, Le Secrétaire général du Syndic de la presse publicitaire
- 1979 : Un client sérieux de Georges Courteline, mise en scène Jean-Laurent Cochet : L'Huissier
- 1980 : Le Mariage forcé de Molière, mise en scène Maurice Béjart : Alcidas
- 1980 : Le Tartuffe ou l'Imposteur de Molière, mise en scène Maurice Béjart : Damis
- 1980 : L'Épreuve de Marivaux, mise en scène Jean-Louis Thamin : Frontin
- 1980 : Le Bourgeois gentilhomme de Molière, mise en scène Jean-Laurent Cochet : Covielle - Le Muphti
- 1981 : Dom Juan ou le Festin de Pierre de Molière, mise en scène Jean-Luc Boutté : Gusman
- 1981 : Yvonne, princesse de Bourgogne de Witold Gombrowicz, mise en scène Jacques Rosner : Le Chambellan
- 1981 : Le Voyage de monsieur Perrichon d’Eugène Labiche et Édouard Martin, mise en scène Jean Le Poulain : Jean
- 1981 : Les Caprices de Marianne d'Alfred de Musset, mise en scène François Beaulieu : Tibia
- 1982 : Les sables mouvants de Jacques-Pierre Amette, mise en scène Jean-Louis Jacopin : Francis
- 1982 : Le Voyage de monsieur Perrichon d'Eugène Labiche et Édouard Martin, mise en scène Jean Le Poulain
- 1982 : Le Médecin volant de Molière, mise en scène Philippe Adrien : Gros-René
- 1982 : Triptyque de Max Frisch, mise en scène Roger Blin : Klas - Un invité
- 1983 : Le Suicidé de Nikolaï Erdman, mise en scène Jean-Pierre Vincent : Le Révérend Père Elpidi
- 1983 : L'École des femmes de Molière, mise en scène Jacques Rosner : Alain
- 1983 : La Critique de l'École des femmes de Molière, mise en scène Jacques Rosner : Le Marquis
- 1983 : La Colonie de Marivaux, mise en scène Jean-Pierre Miquel : Timagène
- 1984 : Le Triomphe de l'amour de Marivaux, mise en scène Alain Halle-Halle : Arlequin
- 1984 : Les Corbeaux d'Henry Becque, mise en scène Jean-Pierre Vincent : Lefort
- 1985 : Un chapeau de paille d'Italie d'Eugène Labiche et Marc-Michel, mise en scène Bruno Bayen : Achille de Rosalba, jeune lion
- 1985 : La Tragédie de Macbeth de William Shakespeare, mise en scène Jean-Pierre Vincent, Comédie-Française au Festival d'Avignon[4] : Premier assassin, Menteth
- 1986 : Un chapeau de paille d'Italie, Eugène Labiche et Marc-Michel, mise en scène Bruno Bayen : Achille de Rosalba, jeune lion
- 1986 : Turcaret ou le Financier d'Alain-René Lesage, mise en scène Yves Gasc : Le Marquis
- 1986 : Le Songe d'une nuit d'été de William Shakespeare, mise en scène Jorge Lavelli : Snug, Le Lion
- 1987 : Le Legs de Marivaux, mise en scène Jacques Rosny : Le Marquis
- 1987 : La guerre de Troie n'aura pas lieu de Jean Giraudoux, mise en scène Raymond Gérôme : Busiris
- 1988 : Amour pour amour de William Congreve, mise en scène André Steiner : Scandale
- 1988 : La Cagnotte d'Eugène Labiche et Alfred Delacour, mise en scène Jean-Michel Ribes : Cocarel
- 1988 : La Poudre aux yeux d’Eugène Labiche  et Édouard Martin, mise en scène Pierre Mondy : Le Maître d'hôtel
- 1989 : Un transport amoureux de Raymond Lepoutre, mise en scène Antoine Vitez : Pierre Guimard
- 1989 : Lorenzaccio d'Alfred de Musset, mise en scène Georges Lavaudant : Le Cardinal Valori
- 1990 : Le Misanthrope de Molière, mise en scène Simon Eine : Oronthe (Salle Richelieu ; tournée)
- 1990 : Le Café de Carlo Goldoni, mise en scène Jean-Louis Jacopin : Pandolfo
- 1991 : Le roi s'amuse de Victor Hugo, mise en scène Jean-Luc Boutté : M. de Pienne (en alternance)

### Hors Comédie-Française[5]
- 1958 : Gonzalo sent la violette d'Albert Rieux et Robert Vattier, mise en scène Maurice Teynac, Théâtre Saint-Georges
- 1958 : Lucy Crown d'Irwin Shaw, mise en scène Pierre Dux, Théâtre de Paris
- 1959 : L'Affaire des poisons de Victorien Sardou, mise en scène Raymond Gérôme, Théâtre Sarah Bernhardt
- 1961 : Le Petit bouchon de Michel André, mise en scène Jacques Mauclair, Théâtre des Variétés
- 1965 : Le Mal de Test d'Ira Wallach, mise en scène Pierre Dux, Comédie des Champs-Élysées
- 1965 : Tartuffe de Molière, mise en scène Roger Colas, Théâtre de l'Alliance française
- 1966 : Interdit au public de Jean Marsan, mise en scène Jean Le Poulain, Théâtre Marigny
- 1967 : Le Mal de Test d'Ira Wallach, mise en scène Pierre Dux, Théâtre des Célestins
- 1968 : Brève Rencontre et Nous dansions de Noel Coward, mise en scène Jacques Mauclair, Théâtre Saint-Georges
- 1969 : Pour solde de tout compte de Dimitri Frenkel Frank, mise en scène Roland Monk, Théâtre du Tertre
- 1970 : Early morning d'Edward Bond, mise en scène Georges Wilson, Festival d'Avignon, TNP Théâtre de Chaillot
- 1971 : Les Anges meurtriers de Conor Cruise O'Brien, mise en scène Joan Littlewood, Théâtre de Chaillot
- 1973 : Harold et Maude de Colin Higgins, mise en scène Jean-Louis Barrault, Théâtre Récamier
- 1974 : Isabella Morra d'André Pieyre de Mandiargues, mise en scène Jean-Louis Barrault, Théâtre d'Orsay
- 1974 : Ainsi parlait Zarathoustra de Friedrich Nietzsche, mise en scène Jean-Louis Barrault, Théâtre d'Orsay
- 1975 : Christophe Colomb de Paul Claudel, mise en scène Jean-Louis Barrault, Théâtre d'Orsay
- 1975 : Les Nuits de Paris d'après Rétif de la Bretonne, mise en scène Jean-Louis Barrault, Théâtre d'Orsay
- 1980 : Harold et Maude de Colin Higgins, mise en scène Jean-Louis Barrault, Théâtre d'Orsay

### Mise en scène[5]
- 1979 : Un clochard dans mon jardin de Jean Barbier
- 1982 : Sado et Maso d'après Jean Barbier
- 1987 : Crucifixion dans un boudoir turc de Jean Gruault, Théâtre Petit-Odéon

## Filmographie

### Télévision
- 1966 : Au théâtre ce soir : Interdit au public de Roger Dornès et Jean Marsan, mise en scène Jean Le Poulain, réalisation Pierre Sabbagh, Théâtre Marigny
- 1971 : Les Nouvelles Aventures de Vidocq, épisode La Caisse de fer de Marcel Bluwal
- 1978 : Au théâtre ce soir : Doit-on le dire ? d'Eugène Labiche, mise en scène Jean-Laurent Cochet, réalisation Pierre Badel : Albert Fragil[6] (25 décembre 1978)